# Andrei Zelevinsky
Andrei Vladlenovich Zelevinsky (Андрей Владленович Зелевинский ; 30 janvier 1953 - 10 avril 2013) est un mathématicien russo-américain qui a apporté d'importantes contributions à l'algèbre, à la combinatoire et à la théorie des représentations, entre autres domaines.

## Biographie
Zelevinsky finit ses études secondaires en 1969 de l'école de mathématiques no 2 de Moscou. Après avoir remporté une médaille d'argent en tant que membre de l'équipe soviétique aux Olympiades internationales de mathématiques, il est admis sans examen au département de mathématiques de l'université d'État de Moscou où il obtient son doctorat en 1978 sous la direction de Joseph Bernstein, Alexandre Kirillov et Israel Gelfand.
Il travaille dans le laboratoire de mathématiques de Vladimir Keilis-Borok à l'Institut des sciences de la Terre (1977-1985) et au Conseil de cybernétique de l'Académie soviétique des sciences (1985-1990). Au début des années 1980, prenant ainsi un grand risque personnel, il enseigne à l'Université populaire juive (en), une organisation non officielle offrant une éducation mathématique de premier ordre aux étudiants talentueux auxquels l'admission au département de mathématiques de l'université d'État de Moscou a été refusée.
En 1990-1991, Zelevinsky est professeur invité à l'université Cornell et, de 1991 à sa mort, il est professeur à l'université du Nord-Est à Boston.
Avec sa femme, Galina, il a un fils, une fille et plusieurs petits-enfants.
Zelevinsky est un parent des physiciens Vladimir Zelevinsky et Tanya Zelevinsky (en).

## Recherche
La découverte la plus remarquable de Zelevinsky est la découverte, dans un travail en commun avec Sergueï Fomine, des algèbres amassées. Ses autres contributions notables incluent :
- la classification de Bernstein-Zelevinsky des représentations des groupes p-adiques ;
- l'introduction dans un travail en commun avec Israel Gelfand et Mikhail Kapranov, des A-systèmes d'équations hypergéométriques (également appelés systèmes GKZ)[6] et le développement de la théorie des hyperdéterminants[7],[8] ;
- la généralisation de la règle de Littlewood-Richardson et de la correspondance de Robinson-Schensted en utilisant la combinatoire des « images » ;
- le travail, en collaboration avec Arkady Berenstein et Sergueï Fomine, sur la positivité totale (en) ;
- le travail, en collaboration avec Sergueï Fomine, sur le « phénomène de Laurent », ainsi que ses applications aux suites de Somos.

## Récompenses et honneurs
- Conférencier invité au Congrès international des mathématiciens (Berlin, 1998)[9]
- Prix de recherche Humboldt (2004)
- Fellow de l'American Mathematical Society (2012)[10]
- Professeur distingué à l'université Northeastern (2013)[11]
- Prix Steele pour contribution majeure dans la recherche (à titre posthume, 2018)[12]